# Château de Lozé
Le Château de Lozé est un château français situé à La Haie-Traversaine, dans le département de la Mayenne et la région des Pays de la Loire. Il est situé à 500 mètres du bourg, dans une presqu'île formée par la Mayenne et la Colmont. . Il date du XVIIIe siècle.

## Désignation
- Le bourg de Losé en Oisseau, 1458 (Archives nationales, R/5. 383).
- Hameau de Lozé, Hubert Jaillot
- Village de Lozé, Carte de Cassini.

## Histoire
L'Abbé Angot indique une belle et ancienne allée plantée conduit au château, vaste, carré, sans architecture, construit au début du XIXe siècle avec cette inscription : Sat morituro.
En 1871, un orphelinat de sœurs des Filles de la charité de saint Vincent de Paul, vint de Paris se réfugier à Lozé, en raison de la Commune de Paris.

## Sources et bibliographie
- « Château de Lozé », dans Alphonse-Victor Angot et Ferdinand Gaugain, Dictionnaire historique, topographique et biographique de la Mayenne, Laval, A. Goupil, 1900-1910 [détail des éditions] (BNF 34106789, présentation en ligne)